# Oosterweggroeve I

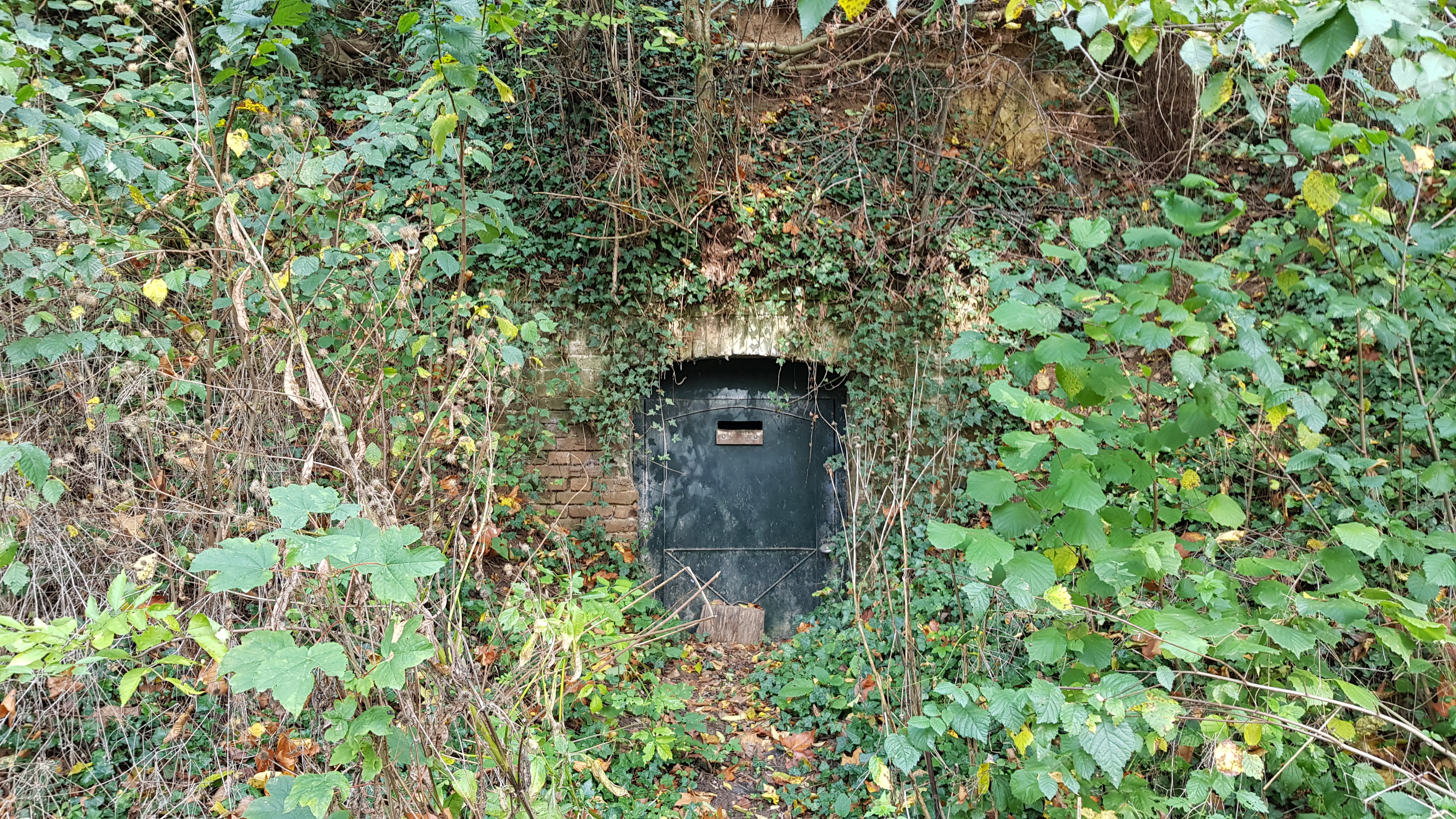
Oosterweggroeve I

De Oosterweggroeve I is een Limburgse mergelgroeve in Nederlands Zuid-Limburg in de gemeente Valkenburg aan de Geul. De ondergrondse kalksteengroeve ligt aan de Oosterweg tegenover het koetshuis van Kasteel Oost ten oosten van Valkenburg. De groeve ligt in de westelijke helling van de Schaelsberg aan de zuidoostelijke rand van het Centraal Plateau in de overgang naar het Geuldal. Ter plaatse duikt het plateau een aantal meter steil naar beneden.
Op minder dan 50 meter van de groeve ligt hoger op de helling de spoorlijn Aken - Maastricht. Op ongeveer 125 meter naar het zuidoosten ligt de Groeve Kasteel Oost, op ongeveer 160 meter naar het noordoosten ligt de Schaelsberggroeve, op ongeveer 190 meter naar het noorden ligt de Nevenschaelsberggroeve en op ongeveer 475 meter naar het noordwesten ligt de Oosterweggroeve II.

## Geschiedenis
De groeve werd door blokbrekers ontgonnen voor de winning van kalksteenblokken, maar de periode waarin dat gebeurde is niet bekend.

## Groeve
De groeve heeft een oppervlakte van ongeveer 25 vierkante meter en een ganglengte van 9,5 meter.
De groeve is afgesloten met een deur.